# Acker

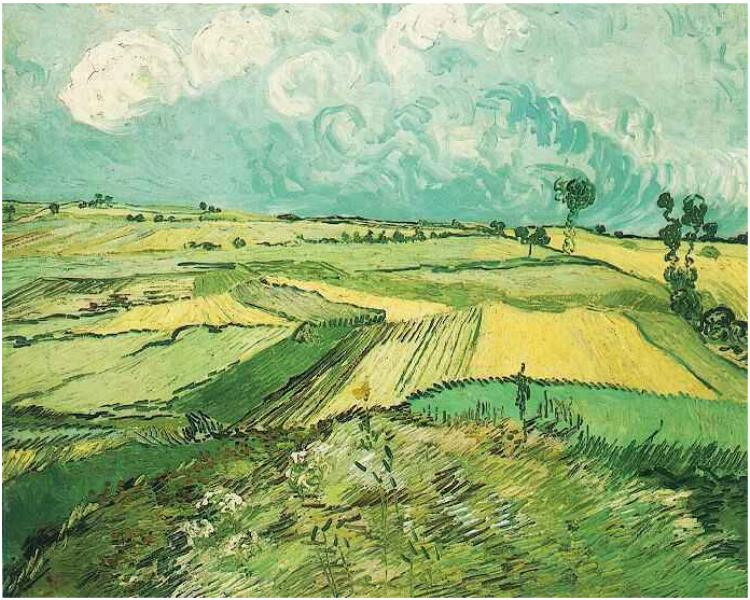
Vincent van Gogh, Auvers, 1890

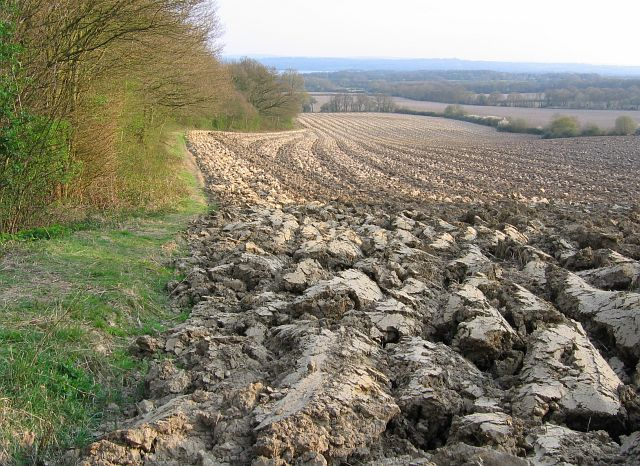
Ein gepflügter Acker in England

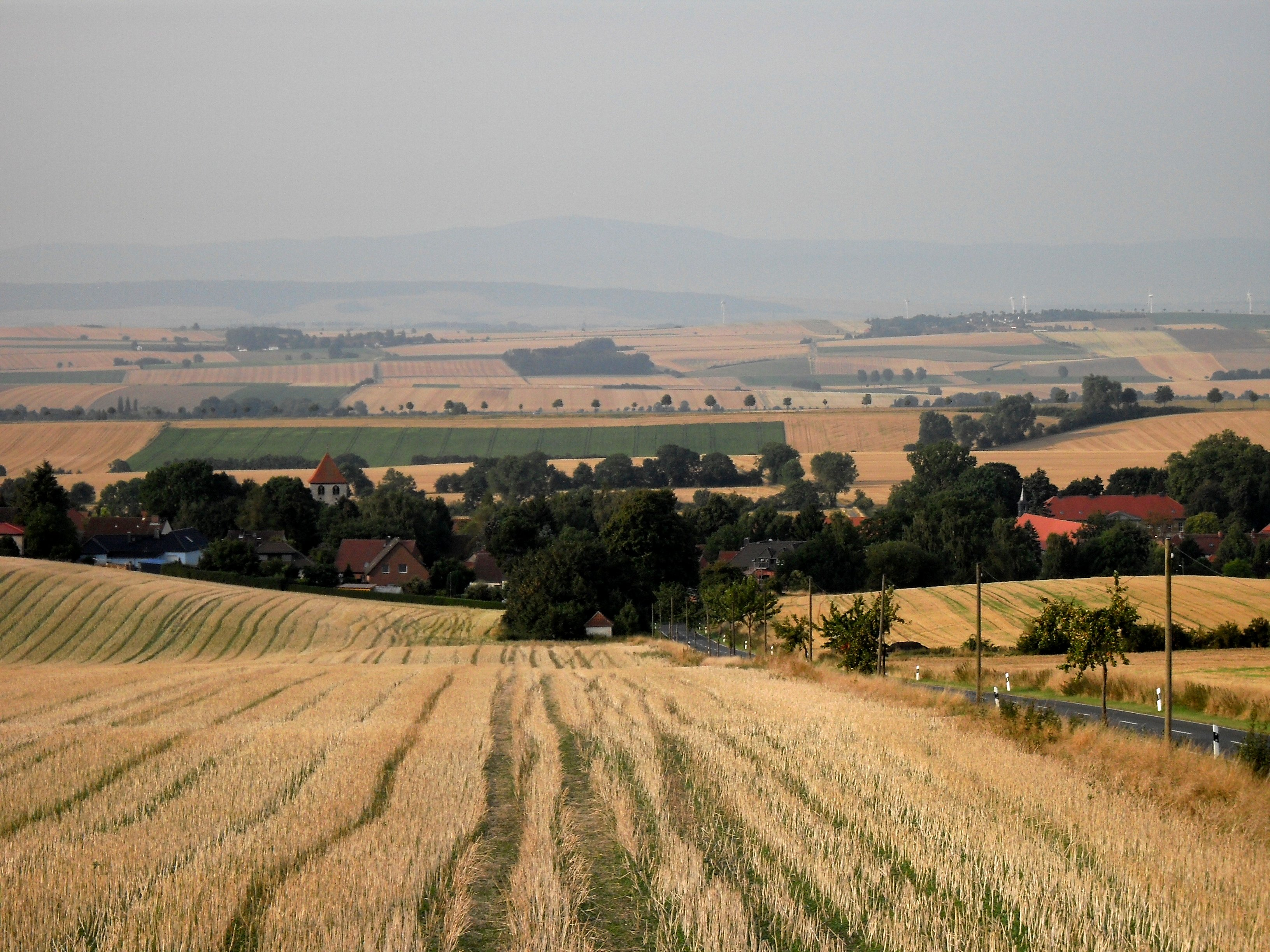
Felder bei Ampleben in Niedersachsen

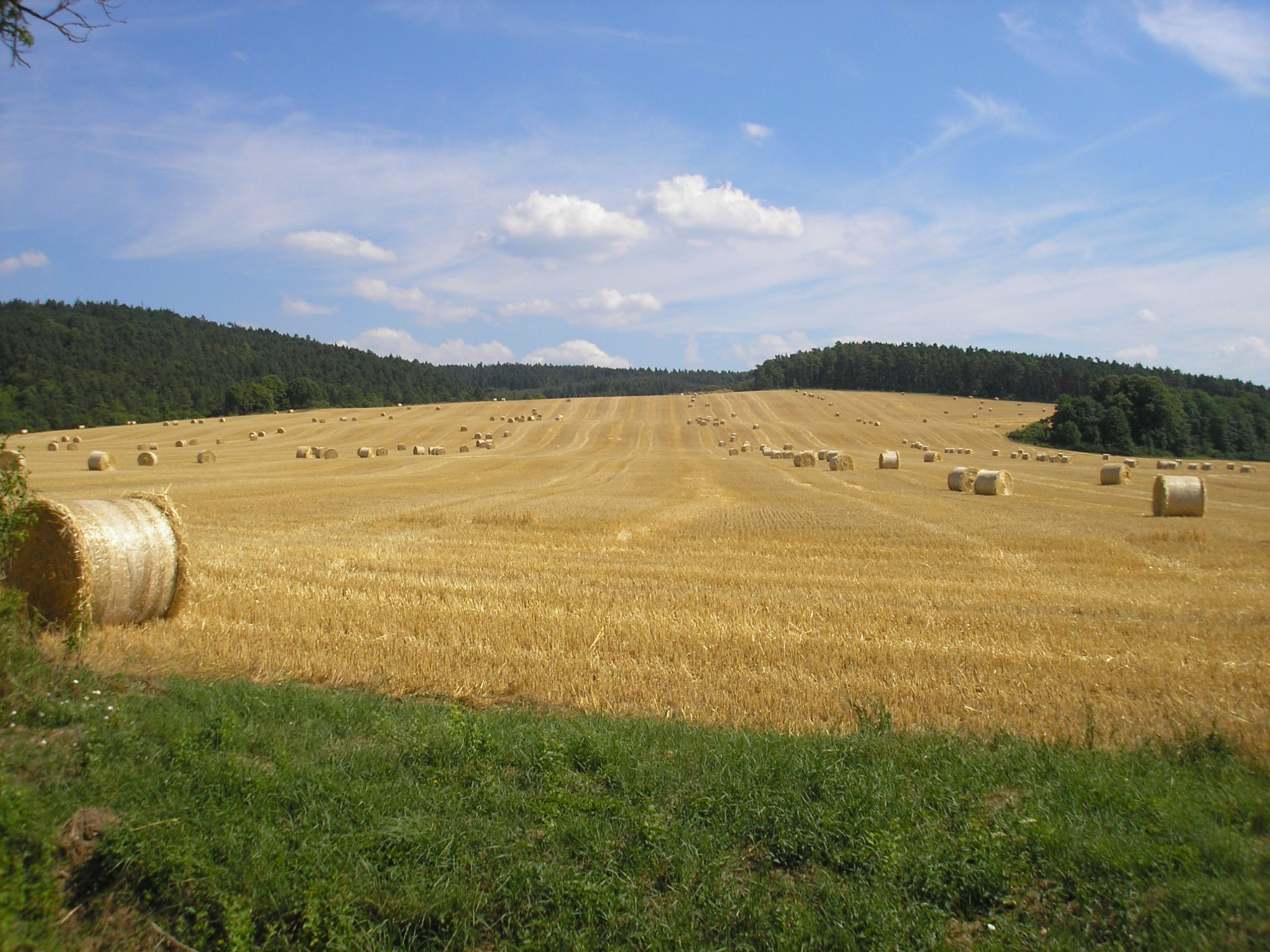
Abgeerntetes Feld mit Strohballen bei Dienstedt in Thüringen

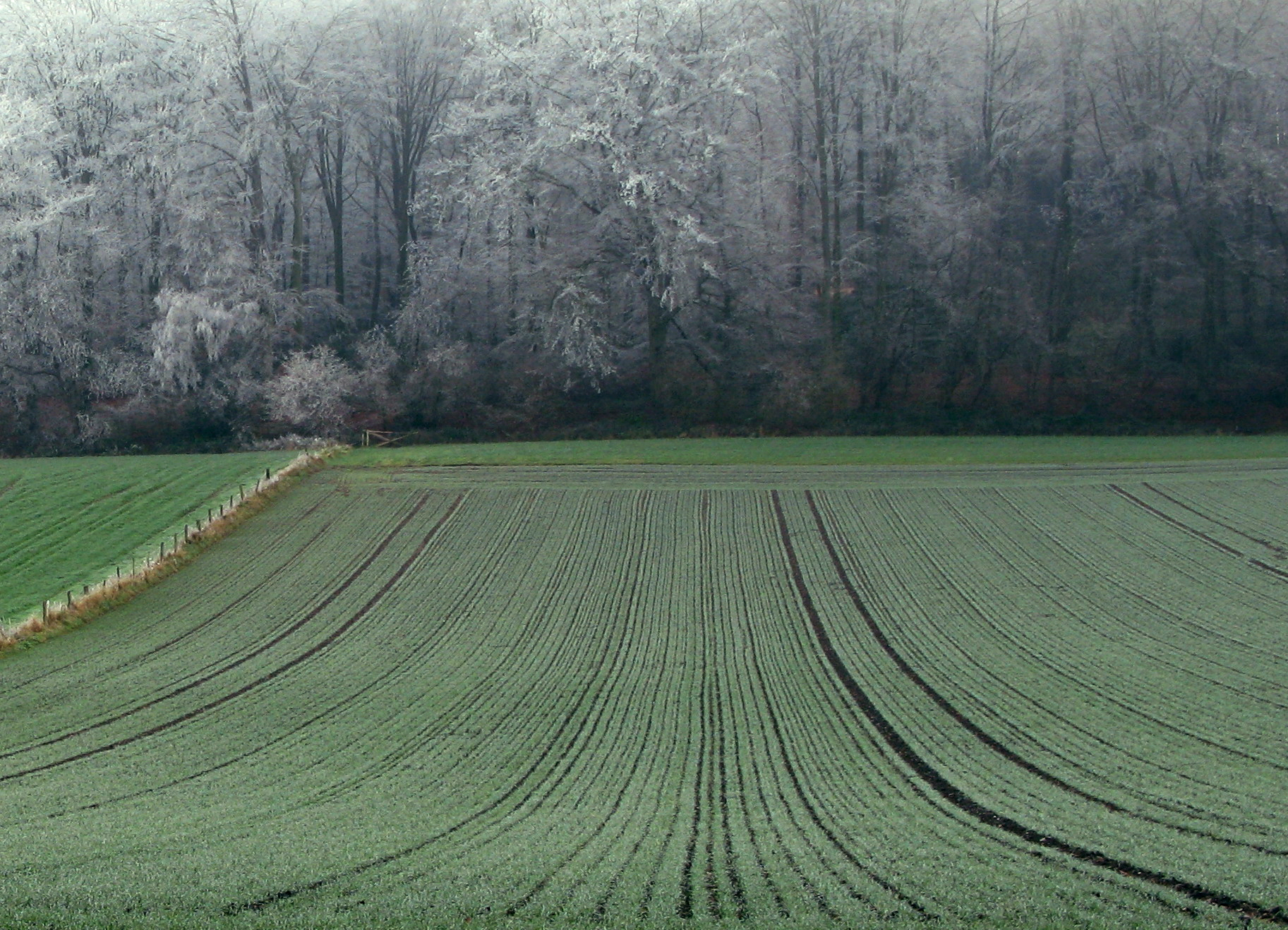
Wintergetreidefeld bei Aachen-Laurensberg

Ein Acker, auch Feld oder Schlag genannt, ist ein landwirtschaftlich genutzter Boden (Kulturboden), der regelmäßig zum Beispiel mit einem Pflug und/oder anderen Ackergeräten bearbeitet und mit einer Feldfrucht bestellt wird.
Dabei sind die Wörter nicht vollständig als Synonyme zu verstehen: Man spricht von einem Weizen- oder Rapsfeld, aber meist von einem Kartoffel- oder Rübenacker. Hinsichtlich des Gebrauchs dieser Wörter gibt es auch landschaftliche Unterschiede. Ein als Acker genutztes Land wird als Ackerland bezeichnet.
Als Ackerkrume oder auch Bodenkrume wird die lockere, bearbeitete, mit organischem Material angereicherte oberste Schicht (in etwa 30 cm) eines Ackers bezeichnet (siehe Mutterboden). In bestimmten Gegenden (Kurland) wurde der Begriff auch für die aufkeimende Saat benutzt.
Die Ackerscholle oder kurz Scholle ist eigentlich ein großes Erdstück, das durch den Pflug aufgeworfen wurde. Letzterer Begriff wird auch veraltet als Metapher für Heimat gebraucht.

## Etymologie
Das althochdeutsche Wort ackar, acchar ist germanischer Abstammung und mit dem altenglischen æcer „Feld, wo Angebautes wächst“ (> englisch acre „Maßeinheit zur Flächenbestimmung von Grundstücken“), altnordisch akr „Feld“ (> isländisch akur, norwegisch / schwedisch åker „Feld“) eng verwandt. Alle werden auf protogermanisch *akraz „Feld“ zurückgeführt. Verwandt sind auch griechisch agrós „Feld“, lateinisch ager „Feld, flaches Land“ und altindisch ájra- „Fläche, Ebene“.
Traditionell wird das Wort als ro-Ableitung zu indogermanisch *aǵ- „treiben, lenken“ erklärt, was voraussetzt, dass die Ausgangsbedeutung „unbebaute Flur, wohin das Vieh getrieben wird; Weide“ war. Elmar Seebold bringt hingegen ins Spiel, dass indogermanisch *aǵ- nicht nur „treiben, lenken“, sondern auch „sammeln“ bedeutete (vergleiche nebst anderem Ecker, das auf indogermanisch *aǵro-no- „Sammelfrucht“ zurückgeführt werden kann, sowie griechisch ageírō „ich versammle“ und agréō „ich greife“); damit kann für indogermanisch *aǵros als Ausgangsbedeutung „Ort, wo gesammelt, geerntet wird“ angesetzt werden. Ein weiterer Vorschlag stammt von Jost Trier, der von einem r- oder n-Stamm und damit einem indogermanischen *aǵer, *aǵen ausgehen möchte (vergleiche griechisch agṓn „gehegter Kampfplatz“ und agorấ „Versammlungsort“); die Ausgangsbedeutung wäre gemäß dieser Herleitung „umhegter Platz“.

## Ackergrenzen
Als Grenzmarkierung, Rain zwischen den Flächen dienten natürliche, nur schwer veränderbare Merkmale wie z. B. Bäume, Hecken, Bachläufe, Wege oder künstliche Grenzzeichen wie z. B. Gräben, Lesesteinhaufen oder Mauern, Gatter und Zäune. Auch Grenzsteine zur Markierung der Flurstücksgrenzen waren und sind üblich.

## Arten und Landschaftsbezug
Ein Acker ist ein Teil der Landwirtschaftsfläche. Häufig anzutreffen ist der Getreideacker. Der Ausdruck Feld (ursprünglich eine ebene Flur) bezeichnete laut Alfred Helfenstein seit Beginn der Dreifelderwirtschaft im Mittelalter nur noch das Getreidefeld (nicht etwa eine Wiese). Nach dem Objektkatalog unterscheiden die Behörden Ackerland, Acker-Grünland, Ackerhackrain, Grünland-Acker und Grünland-Hackrain. Äcker sind Teile von Kulturlandschaften.
Beleuchtete Äcker sind mit Straßenzufahrten, Abwasserkanälen, Wasser-, Strom- und Telekommunikationsleitungen erschlossene, jedoch ungenutzte Gewerbeflächen.

## Nutzungsstruktur

### Deutschland
In Deutschland dient der größte Teil der Ackerfläche der Pflanzenproduktion für Nahrungs- und Futterzwecke, nur ein kleiner Teil dient dem Anbau von Energiepflanzen.
| Hauptfruchtgruppen                      | 2010     | 2013     | 2015     |
| --------------------------------------- | -------- | -------- | -------- |
| Landwirtschaftlich genutzte Fläche      | 16 704,0 | 16 699,6 | 16 730,7 |
| Ackerland                               | 11 846,7 | 11 875,9 | 11 846,4 |
| darunter:                               |          |          |          |
| Getreide zur Körnergewinnung            | 6 595,4  | 6 533,7  | 6 529,2  |
| darunter:                               |          |          |          |
| - Weizen                                | 3 297,7  | 3 128,2  | 3 282,7  |
| - Roggen und Wintermenggetreide         | 627,1    | 784,6    | 616,0    |
| - Gerste                                | 1 641,3  | 1 570,4  | 1 621,8  |
| Hülsenfrüchte                           | 100,7    | 74,7     | 160,4    |
| Hackfrüchte                             | 624,3    | 605,3    | 554,1    |
| darunter:                               |          |          |          |
| - Kartoffeln                            | 254,4    | 242,8    | 236,7    |
| - Zuckerrüben                           | 364,1    | 357,4    | 312,8    |
| Gartenbauerzeugnisse auf dem Ackerland  | 130,9    | 132,3    | 136,9    |
| Handelsgewächse                         | 1 537,7  | 1 535,5  | 1 374,4  |
| darunter:                               |          |          |          |
| - Winterraps                            | 1 457,3  | 1 460,0  | 1 281,8  |
| Pflanzen zur Grünernte / Futterpflanzen | 2 571,0  | 2 760,3  | 2 746,2  |
| darunter:                               |          |          |          |
| - Silomais/Grünmais                     | 1 828,9  | 2 003,2  | 2 100,4  |
| Stillgelegte Flächen/Brache             | 252,4    | 198,9    | 310,2    |

### Schweiz
In der Schweiz wurden 398 200 Hektaren (38 % der LN) als Ackerland genutzt, davon 8 % für den biologischen Anbau. Auf einem Großteil (143 300 ha) wurde Getreide angebaut, das einerseits für Lebensmittel (83 000 ha), andererseits als Futtermittel (60 300 ha) diente. Die Anbaufläche für Dinkel (5000 ha) wuchs zwischen 2014 und 2017 um 41 %. Die sonstigen Flächen (38 900 ha; 4 % der LN) enthielten 13 400 Hektaren Rebland und 7200 Hektaren Obstanlagen.

## Ertrag
Äcker unterliegen der Grundsteuer nach § 2 GrStG. Die Bewertung ist Grundlage der Besteuerung. Im Rahmen von städtebaulichen Planungen und durch Erschließung bei Sachzwängen kann Ackerland in Bauland umgewidmet werden. Dadurch steigt der Quadratmeter-Preis oft um das Zehnfache oder mehr. Die eintretende Wertsteigerung und der Erlös bzw. Mehrerlös, der sich infolge der baurechtlichen Umwidmung von Ackerland in Bauland sowie beim Verkauf des umgewidmeten Ackerlandes zu „Baulandpreisen“ erzielen lässt, wird teils mit der Redewendung „Fünfte Fruchtfolge“ bezeichnet.

## Agroforst
2025 wird aus Österreich berichtet, dass – wie historisch – wieder Bäume insbesondere entlang des Ackerrains angesetzt werden. Zweck kann sein, Wind – und damit Austrocknen und Erosion – zu bremsen, eine weitere Frucht oder Holz zu gewinnen oder die Landschaft ästhetischer zu gestalten.